# Cổ Thạch
Cổ Thạch là một bãi biển ở xã Bình Thạnh, huyện Tuy Phong, tỉnh Bình Thuận, cách thành phố Phan Thiết 90 km và cách Thành phố Hồ Chí Minh 300 km.
Trên bãi biển còn mang vẻ hoang sơ, dân dã có nhiều bãi đá lung linh nhiều sắc màu với kích thước lớn nhỏ xếp chồng lên nhau một cách tự nhiên và được hình thành từ ngàn xưa (còn có tên là Cà Dược và được du khách ưu ái đặt cho tên gọi là bãi đá bảy màu), và đặc biệt vào giữa trung tuần tháng 3, khi toàn bộ đá được bao phủ một lớp rêu xanh. Bao quanh bãi đá này là bãi cát vàng mịn màng có tên gọi là Bãi Tiên.
Gần bãi biển cũng có những cảnh đẹp như chùa Hang (Chùa cổ hơn 100 năm tuổi và là di tích quốc gia), Gành Son (hay là Ghềnh Son), những đồi cát trắng, Lăng Ông Nam Hải (lăng cá voi),....